# Ovunque tu sia (singolo)
Ovunque tu sia è un singolo del cantautore italiano Ultimo, pubblicato il 23 maggio 2017 come secondo estratto dal primo album in studio Pianeti.

## Descrizione
Il cantautore ha descritto il brano in questo modo:
E ha aggiunto:

## Video musicale
Il video musicale, diretto da Emanuele Pisano e girato a Pescara e Sabaudia, è stato pubblicato il 23 maggio 2017 attraverso il canale YouTube della Honiro e ha visto la partecipazione dell'attrice Beatrice Bartoni.

## Tracce
Testi di Niccolò Moriconi, musiche di Niccolò Moriconi, Matteo Nesi e Andrea Manusso.
1. Ovunque tu sia – 3:21